# Síň slávy českého pivovarství a sladařství
Síň slávy českého pivovarství a sladařství je ocenění, jež uděluje Český svaz pivovarů a sladoven, významným odborníkům a osobnostem v pivovarském sektoru za jejich celoživotní dílo. Laureáti jsou každoročně vyhlašováni během Svatováclavské slavnosti českého piva.

## Laureáti
| Rok  | Ocenění |
| ---- | --- |
| 2002 | Prof. Ing. Gabriela Basařová, DrSc. (1934–2019) – pedagog, VŠCHT v Praze Ing. Ivo Hlaváček, CSc. (1926–2008) – sládek, Plzeňský Prazdroj      |
| 2003 | Ing. Miroslav Kahler, CSc. (1922–2011) – vědec, Výzkumný ústav pivovarský a sladařský Ing. Richard Paulů (1930–2014) – manažer                |
| 2004 | Doc. Ing. Jan Šavel, CSc. (* 1944) – vědec Jiří Váša (* 1934) – sládek, manažer                                                               |
| 2005 | Jaromír Franzl (1918–2013) – manažer Ing. Antonín Kratochvíle (* 1929) – manažer                                                              |
| 2006 | Ing. Pavel Ferkl – Václav Korda (1917-2016) – generální ředitel národního podniku Jihomoravské pivovary                                       |
| 2007 | Ing. Jiří Šrogl – Miroslav Urbánek – |
| 2008 | Jiří Plevka – Ing. Jan Voborský (* 1934) – vědec, Výzkumný ústav pivovarský a sladařský                                                       |
| 2009 | Ing. Ivan Houska – pedagog, Střední průmyslová škola potravinářské technologie v Praze Ing. Josef Tolar (* 1942) – sládek, Budějovický Budvar |
| 2010 | Ing. Ivan Chramosil (* 1946) – sládek, Pivovar U Fleků Ing. Karel Klusáček (* 1931) – sladařský odborník                                      |
| 2011 | Ing. Ladislav Černý – pivovarský odborník František Horák – manažer                                                                           |
| 2012 | Ing. Dušan Falge (* 1951) – manažer, obchodník Prof. Ing. Václav Fric, DrSc. (* 1929) – vědec, pedagog VŠCHT                                  |
| 2013 | Ing. Václav Petras (1927–2020) – ředitel pivovaru Radegast Ing. Petr Svačina (* 1949) – vědec                                                 |
| 2014 | Ing. Vladimír Černohorský (1941–2015) – sládek Ing. Tomáš Lejsek, CSc. (* 1937) – manažer                                                     |
| 2015 | Ing. Milan Holý – manažer Jan Majer – sládek, Plzeňský Prazdroj                                                                               |
| 2016 | Ing. Pavel Průcha – sládek, Plzeňský Prazdroj Ing. Jiří Špringl – agronom chmelař                                                             |
| 2017 | Ing. Jiří Boček (* 1957) – manažer Ing. Jaroslav Urban – manažer                                                                              |
| 2018 | Ing. Ivan Dufek – sládek, manažer František Šmíd – manažer                                                                                    |
| 2019 | RNDr. Karel Kosař, CSc. (* 1951) – vědec a výzkumník Ing. Karel Krofta, Ph.D. – chemik                                                        |
| 2020 | Ing. Vratislav Psota, CSc. – vedoucí Analytické zkušební laboratoře                                                                           |
| 2021 | Ing. Pavel Gregorič – pivovarský manažer Ing. Vilém Nohel – výrobně-technický ředitel a znalec v oboru                                        |
| 2022 | Pavel Kořínek – sládek Ing. Miloš Musil – sládek                                                                                              |
| 2023 | Ing. Pavel Čejka, CSc. – výzkumník a analytik Ing. Pavel Kutmon – manažer                                                                     |
| 2024 | Ing. Václav Berka – sládek Miroslav Koutek – sládek                                                                                           |